# Kathrine Chemnitzová
Vilhelmine Else Kathrine Dorthe Chemnitz (roz. Josefsen; 28. června 1894, Qaqortoq –⁠ 1. prosince 1978, Nuuk) byla grónská aktivistka za práva žen.

## Životopis
Kathrine Chemnitz se narodila 28. června 1894 jako dcera truhláře Kanutha Pavia Hendrika Josvy Petera Josefsena a jeho manželky Juliane Ane Marie Dorthe Helene Kielsen. Na počátku 20. století neměly ženy v Grónsku žádné možnosti vzdělávání. Proto se nechala zaměstnat jako služebná v dánské rodině. S touto rodinou odcestovala do Dánska, kde se ji pokusili zapsat do domácí školy, ale ředitel Královské grónské obchodní společnosti Jens Daugaard-Jensen, který musel schvalovat veškeré vzdělání Gróňanů v Dánsku, jí odmítl, neboť by údajně v zemi nebyla respektována. V důsledku tohoto odmítnutí se Chemnitzová později stala bojovnicí za vzdělání grónských žen. Od počátku 30. let 20. století se začala zasazovat o zlepšení podmínek žen v Grónsku.
V roce 1917 se vdala za budoucího zemského radu Jørgena Chemnitze z vlivné grónské rodiny Chemnitzů.
Po druhé světové válce přispívala do grónských novin, což v té době bylo neobvyklé. I díky této aktivitě byla zvolena jako jediná žena do Grónské komise. V roce 1948 byla jednou z hlavních iniciátorek založení prvního ženského sdružení v Grónsku, jehož se stala předsedkyní. Kromě Nuuku byly během několika let založeny ženské spolky ve většině grónských měst, a když se v roce 1960 tyto spolky spojily do národního sdružení Kalaallit Nunaanni Arnat peqatigiit Kattuffiat (Asociace grónských ženských spolků), byla zvolena jeho předsedkyní. Asociace vedla kampaň za vzdělávání žen v oblasti domácích prací, péče o děti, šití a vaření a pořádala společenské diskuse pro ženy. V roce 1955 byly na její popud v Qaqortoqu a Aasiaatu otevřeny veřejné domácí školy.
V roce 1965 odešla z funkce předsedkyně Asociace z důvodu vysokého věku. Společně se svou snachou Gudrun Chemnitz byla aktivní zejména v letech 1968 až 1973, kdy sdružení shromažďovalo finanční prostředky na založení Arnat Ilinniarfiat (ženské střední školy) v Sisimiutu. Katherine Chemnitz zemřela 1. prosince 1978 v Nuuku. V roce 1998 byla vydána pamětní poštovní známka s podobiznou Chemnitzové, oslavující 50 let od založení prvního ženského spolku v Grónsku.

## Rodina
Se svým manželem Jørgenem Chemnitzem měla šest dětí.
- Marie Guldborg Chemnitz (1919–2003), aktivistka a feministka
- Johanne Chemnitz (1921–?)
- Jørgen Hans Kristian Gustav Chemnitz (1923–2001), učitel
- Lars Hans Jens Josva Chemnitz (1925–2006), politik a učitel
- Dorthea Flavia Chemnitz (1928–2016)
- Margrethe Marie Tabea Chemnitz (1930–?)